# Saint-Pons (Alpi dell'Alta Provenza)
Saint-Pons è un comune francese di 770 abitanti situato nel dipartimento delle Alpi dell'Alta Provenza nella regione della Provenza-Alpi-Costa Azzurra.
Si trova nella valle dell'Ubaye.

## Società

### Evoluzione demografica
Abitanti censiti